# Maserati 4CLT
Maserati 4CLT byl jednosedadlový závodní vůz vyráběný firmou Maserati v letech 1948-1950. Jeho konstruktéři Ernesto Maserati a Alberto Massimini vyšli z vozu Maserati 4CL. Každý rok po dobu jeho výroby docházelo k určitým změnám, proto se za označení 4CLT vkládá ještě /rok výroby (pouze poslední dvě číslice).
Model vozu Maserati 4CLT vychází koncepčně ze svého předchůdce Maserati 4CL. Ernesto Maserati značně zeštíhlil trubkovitou příď vozu a zcela přepracoval motor, který vybavil demontovatelnou klikovou hřídelí na válečkových ložiscích. Motor také disponoval dvěma kompresory což vozu umožňovalo dosahovat rychlosti okolo 260 km/h. Poprvé tento vůz představil Luigi Villoresi v závodě Temporada Argentine v roce 1947. Pro následující rok se koncepce celého vozu modifikovala, listové pružiny nahradil hydraulický tlumič a rychlost vozu vzrostla na 270 km/h. Vůz označený jako 4CLT/48, poprvé debutoval v Grand Prix San Rema 1948.

## Jednotlivé typy
Stáj Maserati přicházela každý rok s určitým technickým vylepšení, tato vylepšení však nebyla příliš velká a v rozdíly mezi jednotlivými typy jsou poměrně malé. Jednotlivé typy jsou označovány základním označením 4CLT a za něj se pak přidávají /poslední dvě číslice z letopočtu, kdy byl typ uveden do provozu (respektive v kterém roce byla jeho hlavní závodní činnost).

### 4CLT/48Sanremo
První varianta tohoto vozu získala přezdívku podle svého debutu na Grand Prix San Rema 1948, kde dokázala zvítězit. Jezdci Villoresi a Reg Parnell dokázali ještě zvítězit v pěti závodech této sezóny. Automobily Maserati 4CLT/48 se pak objevovaly na závodech celkem pravidelně, v roce 1950 s tímto vozem Louis Chiron získal třetí místo na Grand Prix Monaka. Poslední závodem pro 4CLT/48 byla Grand Prix Itálie 1955, kam se nedokázaly kvalifikovat.

### 4CLT/49
U tohoto typu došlo k relativně malým úpravám v kabině pilota, dále byly upraveny brzdové bubny a přepínání na chlazení. Trio jezdců Alberto Ascari, Luigie Villoresi a Reg Parnell se spojili s Juanem Manuelem Fangio a Toulo de Graffenriedem a dokázali získat devět z prvních patnácti závodů roku 1949, včetně Grand Prix Velké Británie. Druhá polovina závodů však byla výrazně méně úspěšná a Maserati dokázalo vyhrát jen tři závody.

### 4CLT/50
V roce 1950 zavedla FIA mistrovství světa Formule 1. V tomto roce došlo ke zlepšení vozů Ferrari, Talbot a Alfy 158, což donutilo Maserati vylepšit motor a pokusit se snížit celkovou váhu vozu. Tyto úkoly se sice podařilo splnit a celková váha vozu klesla o deset kilogramů, což spolu s vylepšením motoru vedlo k tomu, že vůz byl konkurenceschopný. Jeho slabinou však byla vysoká poruchovost motoru a tak přes některé úspěchy mimo formuli 1 se největším úspěchem stalo třetí místo ve Velké ceně Monaka. Jezdci Princ Bira a Louis Chiron se umístili na osmém a devátém místě se čtyřmi a pěti body, což Maserati považovalo za neúspěch.

### Platé 4CLT
Za vznikem tohoto typu stojí Enrico Platé, který pochopil, že Maserati 4CLT není vhodné (resp. je zastaralé) pro seriál Formule 1 a rozhodl se ho přestavět pro Formuli 2.

## Technické údaje
- Motor: Maserati
  - Řadový
  - 4 válce
  - Objem: 1491 cc
  - Výkon: 194 kW
  - Otáčky: 7 000 min
- Rychlost: 270 km/h
- Palivo: Schell
- Hmotnost: 630 kg
- Pneumatiky: Pirelli

### Piloti
- Princ Bira - 8. místo 1950 - 5 bodů
- Louis Chiron - 9. místo 1950 - 4 body
- Toulo de Graffenried - bez bodů
- Reg Parnell - bez bodů
- Jose Froilan Gonzalez - bez bodů
- David Hampshire - bez bodů
- David Murray - bez bodů
- Nello Pagani - bez bodů
- Paul Pietsch - bez bodů
- Franco Rol - bez bodů

### Statistika
- 11 Grand Prix
- 0 vítězství - nejlépe 3. místo Chiron při Grand Prix Monaka 1950
- 0 pole positions
- 0 nejrychlejších kol
- 9 bodů
- 1 x podium
- 1 x 1. řada